# Slieverue
Slieverue (offiziell: Slieveroe, irisch Sliabh Rua, deutsch: Roter Berg) ist ein Dorf im County Kilkenny im mittleren Süden der Republik Irland und hat 458 Einwohner nach der Volkszählung 2022. 

## Lage
Slieverue liegt im Süden der Grafschaft Kilkenny in der Nähe zur Grenze zum County Waterford. Die N25 führt von New Ross nach Waterford und die N29 zum Belview Port, den Hafenanlagen von Waterford.

## Sehenswürdigkeiten
- Himmelfahrtskirche, Anfang des 19. Jahrhunderts errichtet
- Kilmurry Castle, südwestlich von Slieverue nahe Milepost Village gelegen
- Gorteens Castle, südöstlich von Slieverue, an der N29 gelegen